# Parque de Carlo Sarrabezolles
El parque de Carlo Sarrabezolles (en francés square Carlo-Sarrabezolles) es un parque del XV Distrito de París.

## Descripción y actividades
Creado en 1971, el parque lleva el nombre del escultor francés Carlo Sarrabezolles y se sitúa a pocos metros de viviendas y escuelas, por el bulevar.
Dos esculturas lo adornan:
- una estatua L'Espérance - Esperanza  de Carlo Sarrabezolles (1932), ofrecida por la SNECMA
- un monumento de cemento de Félix Joffre a la gloria de la aviadora Maryse Bastie .

También hay un estanque ecológico. 

## Situación
Situada a la altura del número 3 de la calle Carlo Sarrabezolles, a lo largo del Boulevard del General Martial Valin , cerca del bassin des carènes , de la sede de France Télévisions y el puente del Garigliano.
- -  Línea 8 - Balard
- T3,
- RER C : Estación de Pont du Garigliano